# Ozero Tortin
Ozero Tortin (ryska: Озеро Тортин) är en sjö i Belarus.   Den ligger i voblasten Homels voblast, i den centrala delen av landet, 240 km söder om huvudstaden Minsk. Ozero Tortin ligger 129 meter över havet.
I omgivningarna runt Ozero Tortin växer i huvudsak blandskog. Runt Ozero Tortin är det glesbefolkat, med 9 invånare per kvadratkilometer.